# Церква святого архістратига Михаїла (Гущанки)
Церква святого архістратига Михаїла в Гущанках — парафія і храм греко-католицької громади Збаразького деканату Тернопільсько-Зборівської архієпархії Української греко-католицької церкви в селі Гущанки Тернопільського району Тернопільської области.

## Історія церкви
Храм, розташований у селі, був збудований у 1810 році за пожертви мешканців Гущанки, Лозівки та Ободівки. Автор іконостасу невідомий, але на ньому є напис, що засвідчує його встановлення у 1800 році.
До 1946 року парафія належала УГКЦ, але з 1946 по 1948 рік храм був закритий і переобладнаний під музей. У період з 1948 по 1990 рік парафія перебувала в юрисдикції РПЦ, а з 1990 року знову повернулася в лоно УГКЦ.
З єпископською візитацією парафію с. Гущанки у липні 2010 року відвідав владика Василій Семенюк. 27 вересня 2012 року він також побував у Лозівці.
При парафії діють: Марійська і Вівтарна дружини, а також спільнота «Матері в молитві». На території парафії знаходяться хрест біля джерела в с. Гущанки, каплиця в с. Лозівка та хрест у с. Ободівка. У власності громади є проборство.

## Парохи
- о. Охримович,
- о. Левицький,
- о. Лев Юрчинський,
- о. Григорій Смик,
- о. Оришкевич,
- о. Сологуб,
- о. Тарас Рогач (1990—1992),
- о. Степан Мочук (1992—2007),
- о. Ігор Данильчук (2007—2010),
- о. Сергій Багрій (адміністратор з 2010).